# Liman (nave spia)
La Liman (in russo Лиман?) è stata una nave spia dell'intelligence navale russa naufragata dopo una collisione nel 2017, che non provocò vittime.

## Caratteristiche
La nave era lunga 73,32 metri, larga 10,80 metri e aveva un pescaggio di 3,85 metri. Aveva un dislocamento di 1.542 tonnellate a pieno carico. L'imbarcazione era azionata da due motori Diesel Zgoda-Sulzer 6TD-48, da 1.800 cavalli (1.300 kW) ciascuno. La nave aveva una velocità di 17,3 nodi (32,0 km/h). L'armamento era costituito da sedici missili terra-aria Strela-2.

## Storia
La nave fu costruita nel 1970 da Stocznia Północna, Danzica, Danzica come nave per indagini idrografiche e convertita per uso militare nel 1989. Era attrezzata per scopi di spionaggio di segnali elettromagnetici (SIGINT). Inizialmente prestò servizio con la Flotta del Nord, poi fu trasferito alla Flotta del Mar Nero nel 1974. Nell'aprile 1999, la Liman fu dislocata nel Mare Adriatico su richiesta del presidente jugoslavo Slobodan Milošević per monitorare le operazioni della NATO contro la Jugoslavia. Diede anche servizio durante l'intervento russo nella guerra civile siriana.

### Il naufragio

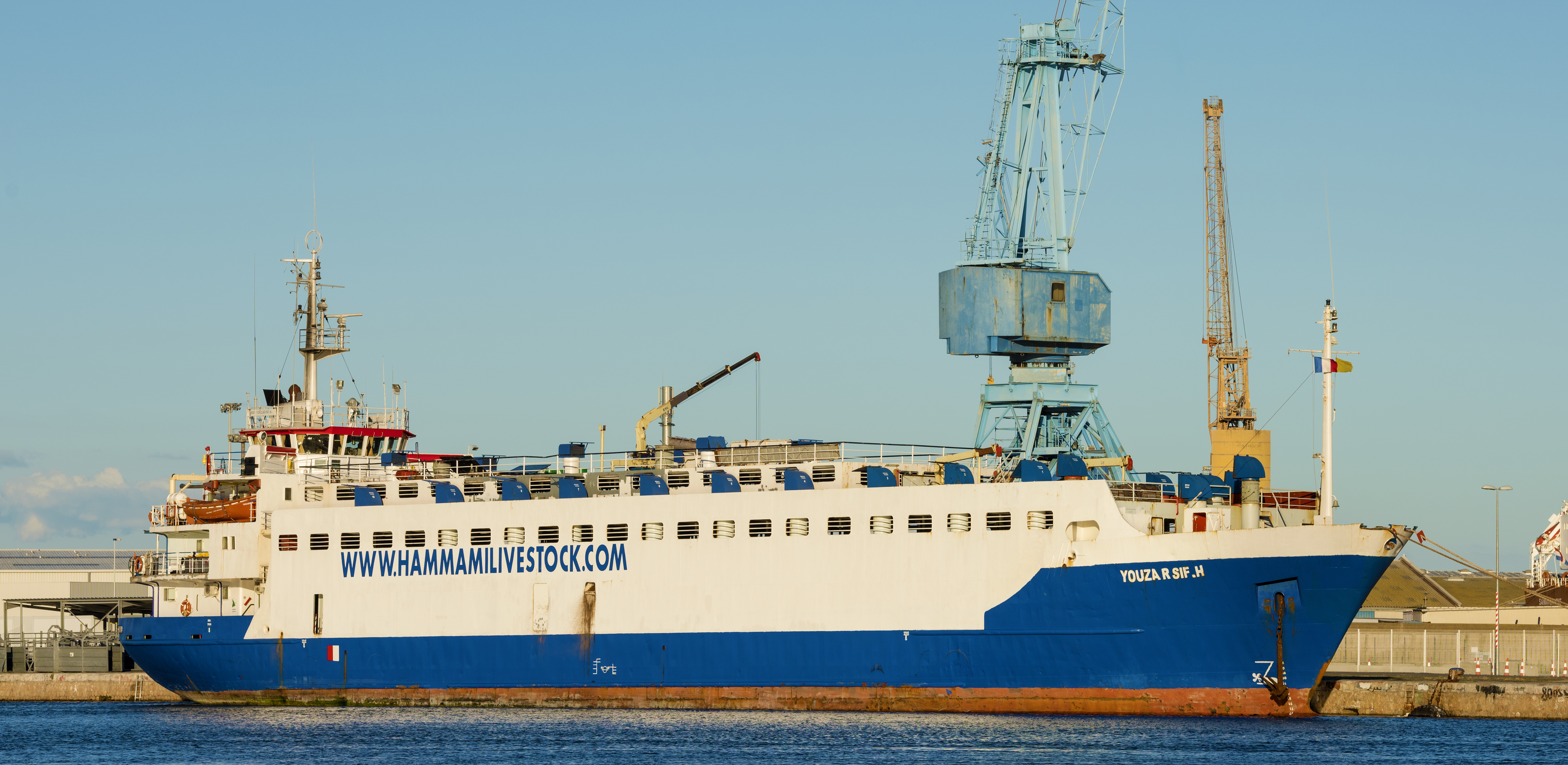
La Youzarsif H

Il 27 aprile 2017, la nave naufragò nel Mar Nero a seguito di una collisione con la Youzarsif H, una nave adibita al trasporto bestiame battente bandiera del Togo. Il luogo della collisione era a 29 chilometri (16 nmi) da Kilyos. Al momento dell'inabissamento, la nave trasportava un equipaggio di 78 persone, tutti salvati. Successivamente tutto l'equipaggio fu trasferito sulla nave da carico russa Ulus Star. La Youzarsif H si recò a Capu Midia, in Romania, a causa delle preoccupazioni per il benessere del bestiame che trasportava.
Il 3 maggio, la Russia inviò le navi di soccorso SB-739 e Seliger nell'area in cui è naufragata la Liman per cercare di recuperare attrezzature sensibili dalla nave o addirittura sollevare la nave, che si inabissò in acque internazionali.